# Drayton Parslow
Drayton Parslow är en ort och civil parish i Storbritannien.   Den ligger i kommunen Buckinghamshire och riksdelen England, i den södra delen av landet, 70 km nordväst om huvudstaden London. Drayton Parslow ligger 139 meter över havet och antalet invånare är 596.
Terrängen runt Drayton Parslow är huvudsakligen platt. Drayton Parslow ligger uppe på en höjd. Runt Drayton Parslow är det tätbefolkat, med 356 invånare per kvadratkilometer. Närmaste större samhälle är Milton Keynes, 10,4 km norr om Drayton Parslow. Trakten runt Drayton Parslow består till största delen av jordbruksmark.